# Jacques Goupil
Jacques Goupil (parfois Goupyl) est un médecin et philologue français du XVIe siècle (1525 ? Luçon -1564 ? Paris).

## Éléments biographiques
Né à Luçon, de bonne famille alliée à celle d'André Tiraqueau, il fait des études de lettres à Poitiers, pour être précepteur d'enfants nobles en Saintonge, puis vient à Paris pour apprendre le grec auprès de Pierre Danes. Sa compétence est appréciée par Jacques Toussain (1499-1547), helléniste, élève de Guillaume Budé, et professeur de grec au Collège royal. 
Il entreprend des études de médecine à la Faculté de Paris sous le décanat de Jacques Houllier : il est bachelier en 1546, lecteur ordinaire en 1547, licencié le 10 juillet 1548, reçu docteur le 8 octobre 1548. Comme lecteur ordinaire, chargé des cours dispensés aux apothicaires, il lit des textes de Dioscoride en grec devant un public nombreux et intéressé, selon le témoignage de Pierre Belon. 
En 1552, sur la recommandation du cardinal de Lorraine, le roi délivre des lettres de provision en sa faveur pour faire des leçons publiques sur les livres de médecine en langue grecque. En 1555, il succède à Jacques Dubois pour la chaire de médecine du Collège royal. 
Il quitte Paris pendant la première Guerre de religion (1562) ; à son retour, selon Scévole de Sainte-Marthe, il retrouve son appartement pillé, sa bibliothèque, comportant des manuscrits rares et précieux, détruite, et un travail qu'il avait entrepris sur Hippocrate réduit en cendres ; il en serait mort de chagrin peu après.

## Œuvre

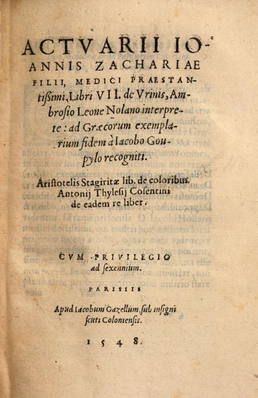
De urinis libri VII de Joannes Actuarius, édité par Jacques Goupil en 1548

Helléniste distingué, ami d'humanistes et de poètes, il est notamment un familier de Pierre de La Ramée. Il entretient une correspondance avec des savants et des princes. Il est surtout resté célèbre par des éditions et traductions annotées et commentés de médecins grecs et arabes, du grec en latin, du latin en moyen français. On peut notamment citer :
- Alexandri Tralliani libri XII græce, Rhazæ de pestilentia libellus ex Syrorum lingua in græcam translatus, J. Goupylli in eosdem castigationes, chez Robert Estienne, Paris, 1548 ;
- Dioscoridis libri octo græce et latine, Joanne Ruellio Suessionensi interprete, castigationes in eosdem libros per Jacobum Goupylum, chez Benedictus Prevost, Paris, 1549 ;
- Ruffi Ephesii De vesicæ renumque morbis. De purgantibus medicamentis. De partibus corporis humani. Sorani De utero et muliebri pudendo, [texte en grec], Adrien Turnèbe, Paris, 1554 ;
- Aretæ Cappadocis de acutorum ac diuturnorum morborum causis et signis libri IIII. De acutorum et diuturnorum morborum curatione libri IIII, [en grec], Adrien Turnèbe, Paris, 1554 ;
- Pauli Æginetæ opera, Joanne Guinterio interprete. Ejusdem Guinterii et Jani Cornari Annotationes. Item Jacobi Goupyli & Jacobi Dalechampii Scholia in eadem opera, chez Guillaume Rouille, Lyon, 1567 ;
- Actuarii Johannis filij Zachariæ opera : De actionibus et spiritus animalis affectibus ejusque nutritione libri II. De urinis libri VII. Methodi medendi libri VI. Rerum ac verborum memorabilium index, chez Guillaume Morel, Paris, 1556 ;
- Sphère du monde composée par Alexandre Picolomini, traduite de Tuscan en français par Jacques Goupil. Plus un discours de la terre et de l'eau fait par ledit Picolomini traduict nouvellement en François par Jacques Martin, et quelques annotations sur ladite sphère, publiée en 1550 et dédiée à la reine, réimprimée en 1608 chez Denyse Cavellat à Paris.